# Xestocephalus maculatus
Xestocephalus maculatus är en insektsart som beskrevs av Henry Fairfield Osborn 1929. Xestocephalus maculatus ingår i släktet Xestocephalus och familjen dvärgstritar. Inga underarter finns listade i Catalogue of Life.